# آنتونیتا بایستروکی
آنتونیتا بایستروکی (ایتالیایی: Antonietta Baistrocchi; ۴ ژوئیهٔ ۱۹۵۵ – ۸ ژوئن ۱۹۹۴) بازیکن بسکتبال اهل ایتالیا بود. وی در بازی‌های المپیک تابستانی ۱۹۸۰ شرکت کرده‌است.